# Diangara
Diangara est une commune rurale située dans le département de Nako de la province du Poni dans la région Sud-Ouest au Burkina Faso.

## Géographie
Diangara est situé à environ 4 km à l'est de Nako, le chef-lieu du département.

## Histoire
Diangara a été fondé au début du XXe siècle par l'ethnie birifor avant l'arrivée de Lobis originaires de Nako et plus anciennement du Ghana,.

## Santé et éducation
Le centre de soins le plus proche de Diangara est le centre de santé et de promotion sociale (CSPS) de Nako tandis que le centre hospitalier régional (CHR) de la province se trouve à Gaoua.